# بانک مرکزی سعودی
بانک مرکزی سعودی (عربی: البنك المركزي السعودي) بانک مرکزی کشور عربستان سعودی است، که در سال ۱۹۵۲ تأسیس شد. تا پیش از راه‌اندازی این بانک، بانک سعودی هلندی وظایف بانک مرکزی را در این کشور برعهده داشت.